# Calyptronema paradoxum
Calyptronema paradoxum är en rundmaskart som beskrevs av Marion 1870. Calyptronema paradoxum ingår i släktet Calyptronema och familjen Symplocostomatidae. Inga underarter finns listade i Catalogue of Life.